# Liste von Kunstwerken im öffentlichen Raum im Kreis Olpe

Kreis Olpe

Die Liste von Kunst im öffentlichen Raum im Kreis Olpe umfasst:
- Kunst im öffentlichen Raum in Attendorn
- Kunst im öffentlichen Raum in Drolshagen
- Kunst im öffentlichen Raum in Finnentrop
- Kunst im öffentlichen Raum in Kirchhundem
- Kunst im öffentlichen Raum in Lennestadt
- Kunst im öffentlichen Raum in Olpe
- Kunst im öffentlichen Raum in Wenden